# Duncan Fraser
Duncan Fraser est un acteur britannique né un 1er mars à Manchester en Angleterre.

## Filmographie

### Cinéma
- 1980 : The Lion Speaks
- 1986 : Overnights (film, 1985) (en) : Arthur
- 1987 : Malone, un tueur en enfer : la cible de Malone
- 1988 : Watchers : Shérif Gaines
- 1989 : La Mouche 2 : l'obstétricien
- 1989 : Kingsgate
- 1990 : Deep Sleep : le livreur
- 1990 : L'Enfant miroir : Luke Dove
- 1991 : Mystery Date : Crully
- 1992 : North of Pittsburgh : Westcott
- 1993 : The Crush : le détective
- 1993 : Le Bazaar de l'épouvante : Hugh le prêtre
- 1994 : Ernest Goest to School : Coach Decker
- 1994 : André, mon meilleur copain : Jack Adams
- 1994 : Crackerjack : Colonel Hardy
- 1994 : Timecop : un policier irlandais
- 1994 : Red Scorpion 2 : M. Benjamin
- 1995 : Trust in Me : Lyle Volker
- 1995 : Virtual Assassin : Dr Phillip Royce
- 1996 : Mémoires suspectes : Michael Stratton
- 1996 : Alaska : Koontz
- 1997 : Sept Ans au Tibet : l'officier britannique
- 1997 : When Danger Follows You Home : Dr Lensky
- 1997 : Silence : père Chadwick
- 1998 : Le Détonateur : Sergent McDonald
- 1999 : True Heart : Lloyd Nelson
- 2000 : Le Coupable : Martin Corrigan
- 2000 : Bad Faith : Chef Tompkins
- 2000 : Rédemption : Crocker
- 2001 : Octopus 2 : le maire
- 2002 : Chien de flic 3 : Frankie
- 2003 : Ben-Hur : Messala
- 2003 : Hitcher 2
- 2005 : L'Exorcisme d'Emily Rose : Dr Cartwright
- 2006 : Antartica, prisonniers du froid : Capitaine Lovett
- 2007 : King Rising, au nom du roi : un vieil homme
- 2011 : Hamlet : Polonius
- 2018 : The Predator : VA Psych

### Télévision
- 1983 : Passion hantée
- 1986-1989 : Cap Danger : Capitaine Burke et Carlson (2 épisodes)
- 1988 : MacGyver : Bauman (1 épisode)
- 1989-1991 : Les deux font la loi : Zachary Denny (59 épisodes)
- 1990 : La Mort de l'incroyable Hulk : Tom
- 1991 : 21 Jump Street : Kevin Burnback (1 épisode)
- 1991 : La Malédiction 4 : L'Éveil : père Mattson
- 1992 : Rock 'n' Love : Mac MacDougal (5 épisodes)
- 1992 : Street Justice : Rafferty (1 épisode)
- 1992-1994 : Vivre à Northwood (6 épisodes)
- 1992-1995 : L'As de la crime : un membre du conseil et Tom Schultz (2 épisodes)
- 1992-1996 : Highlander : le chef des pompiers Hardy, M. Renquist et le commandant du SWAT (3 épisodes)
- 1993 : X-Files : Aux frontières du réel : Beatty (1 épisode)
- 1994 : L'Enfer blanc : Don Patterson
- 1994 : Lonesome Dove (1 épisode)
- 1994-1995 : La Légende d'Hawkeye : Colonel Monroe (5 épisodes)
- 1993-1995 : Madison : Roger Lemieux (4 épisodes)
- 1996 : Rêves en eaux troubles : Loggins
- 1996 : Un rêve trop loin : Wylie Bennett
- 1996-1999 : Viper : Boyd Medcalf et Arthur Stephenson (2 épisodes)
- 1996-2001 : Au-delà du réel : L'aventure continue : Coach Terni et Général Post (2 épisodes)
- 1997 : The Sentinel : Shérif Tennyson (1 épisode)
- 1997 : Stargate SG-1 : Professeur Langford (1 épisode)
- 1997 : Chérie, j'ai rétréci les gosses : Jimmy Palmer (1 épisode)
- 1997 : Police Academy : Alonso Medford (1 épisode)
- 1999 : Jack Bull : Edsel Fraser
- 1998-1999 : Coroner Da Vinci : Sergent Regan (13 épisodes)
- 1998-2001 : First Wave : Général Kendricks (2 épisodes)
- 1999-2000 : Hope Island : Brian Brewster et Holloway Brewster (22 épisodes)
- 2000 : Aux frontières de l'étrange : Jonas Arrbee (1 épisode)
- 2001 : L'Enfant qui ne voulait pas mourir : Dr Farley Middleton
- 2003 : Peacemakers : C.W. Wentworth (1 épisode)
- 2004 : Traffic : Wayne Frazier (3 épisodes)
- 2006 : L'Apprenti de Merlin : Sir Thomas (2 épisodes)
- 2007 : Les Maîtres de l'horreur : le Washingtonien barbu (1 épisode)
- 2009 : La Vallée des tempêtes : Hank Wilson
- 2010-2015 : Supernatural : Clive Dillon, Michael Carter et Odin (2 épisodes)
- 2010 : Shattered : Roland Miller (2 épisodes)
- 2010 : Sanctuary : le Premier Ministre (1 épisode)
- 2013 : L'Ombre du harcèlement : Colter
- 2013 : The Killing : Raymond Seward Sr. (1 épisode)
- 2014-2021 : Le cœur a ses raisons : Sam Collins (7 épisodes)
- 2019 : Supergirl : le messager (1 épisode)
- 2021 : Home Before Dark : le maître du port (1 épisode)
- 2021 : Heartland : Al Cotter (1 épisode)